# Porto do Itaqui

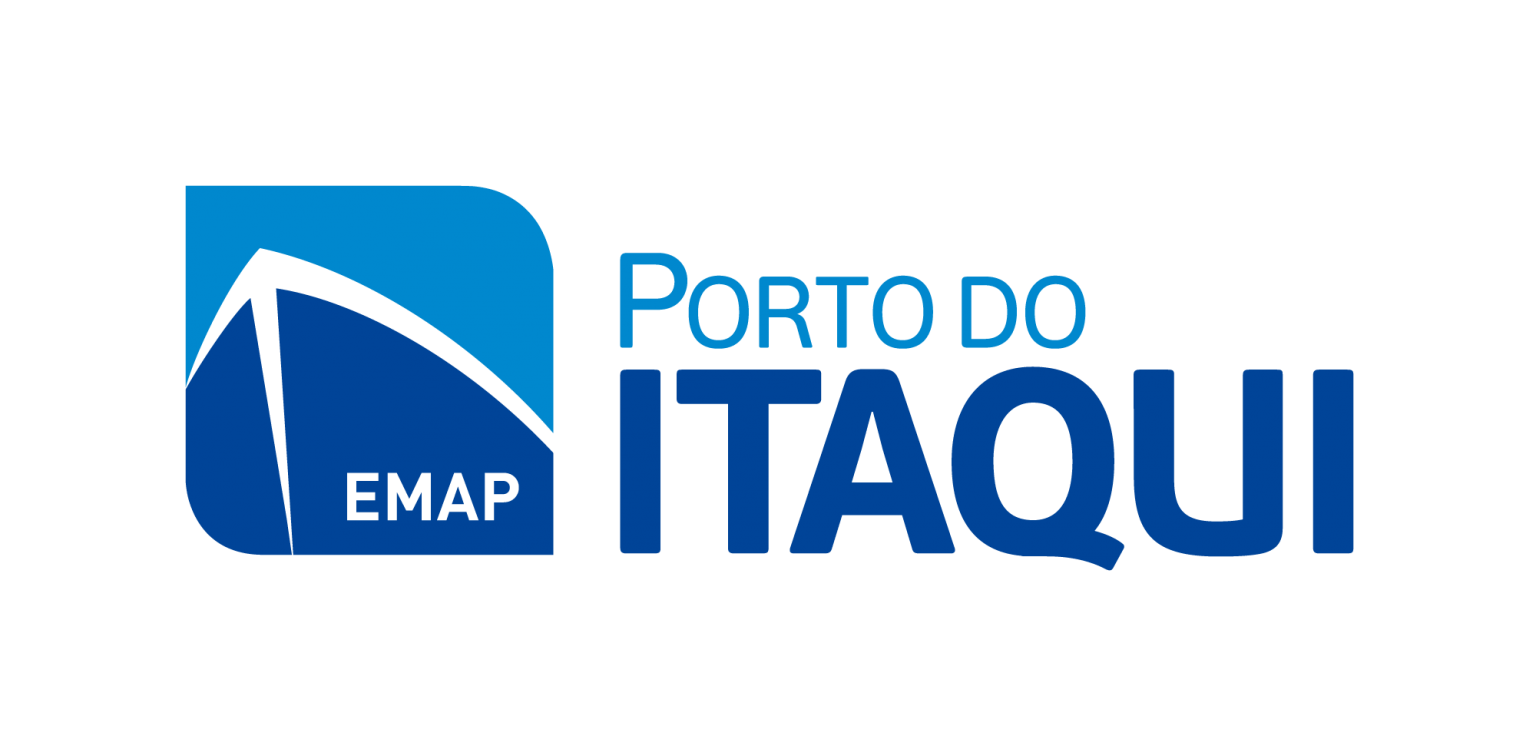
Logo do Porto do Itaqui

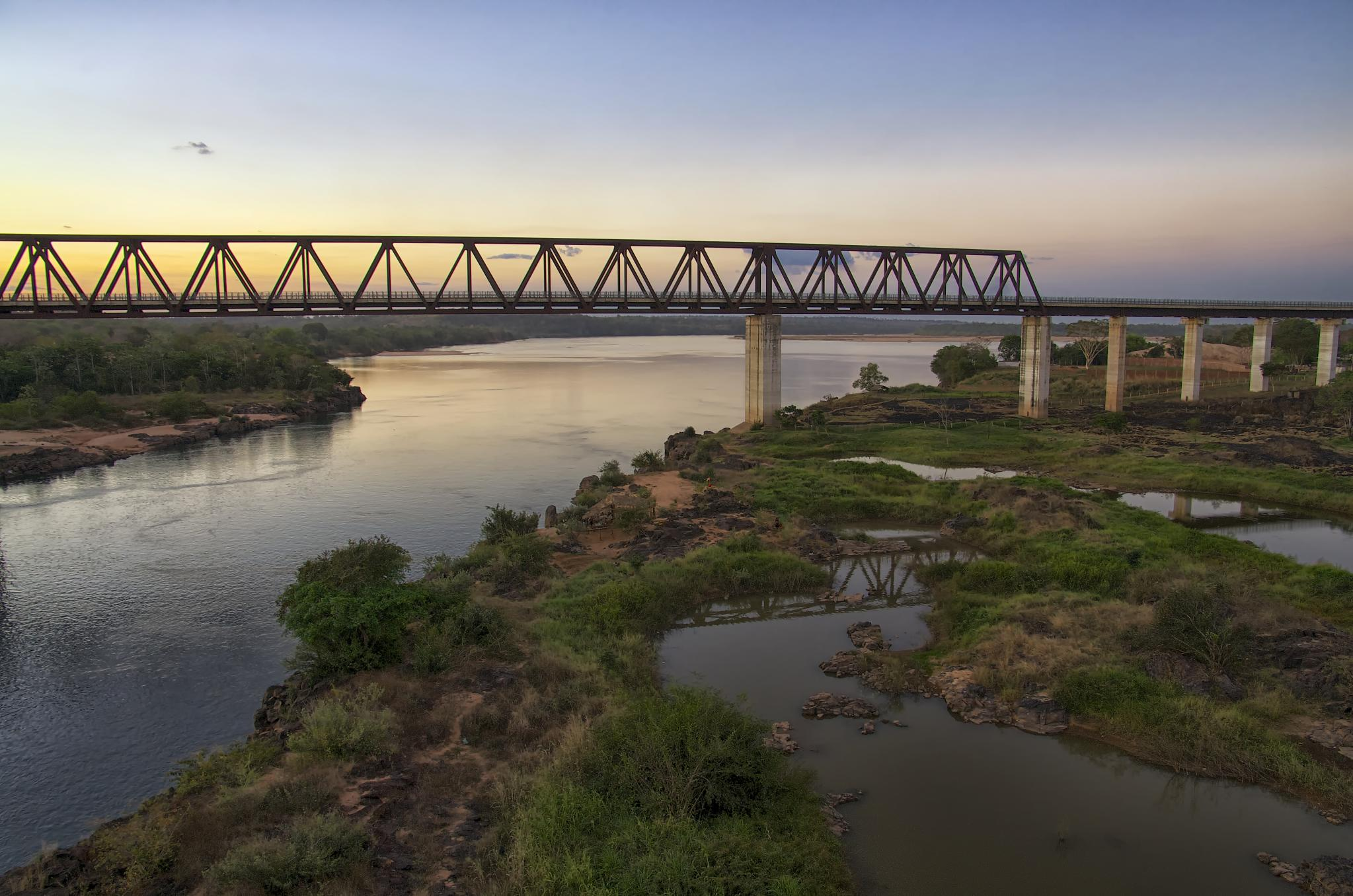
Ferrovia Norte-Sul, em Estreito (Maranhão), por onde são transportados grãos e celulose com destino ao Porto do Itaqui.

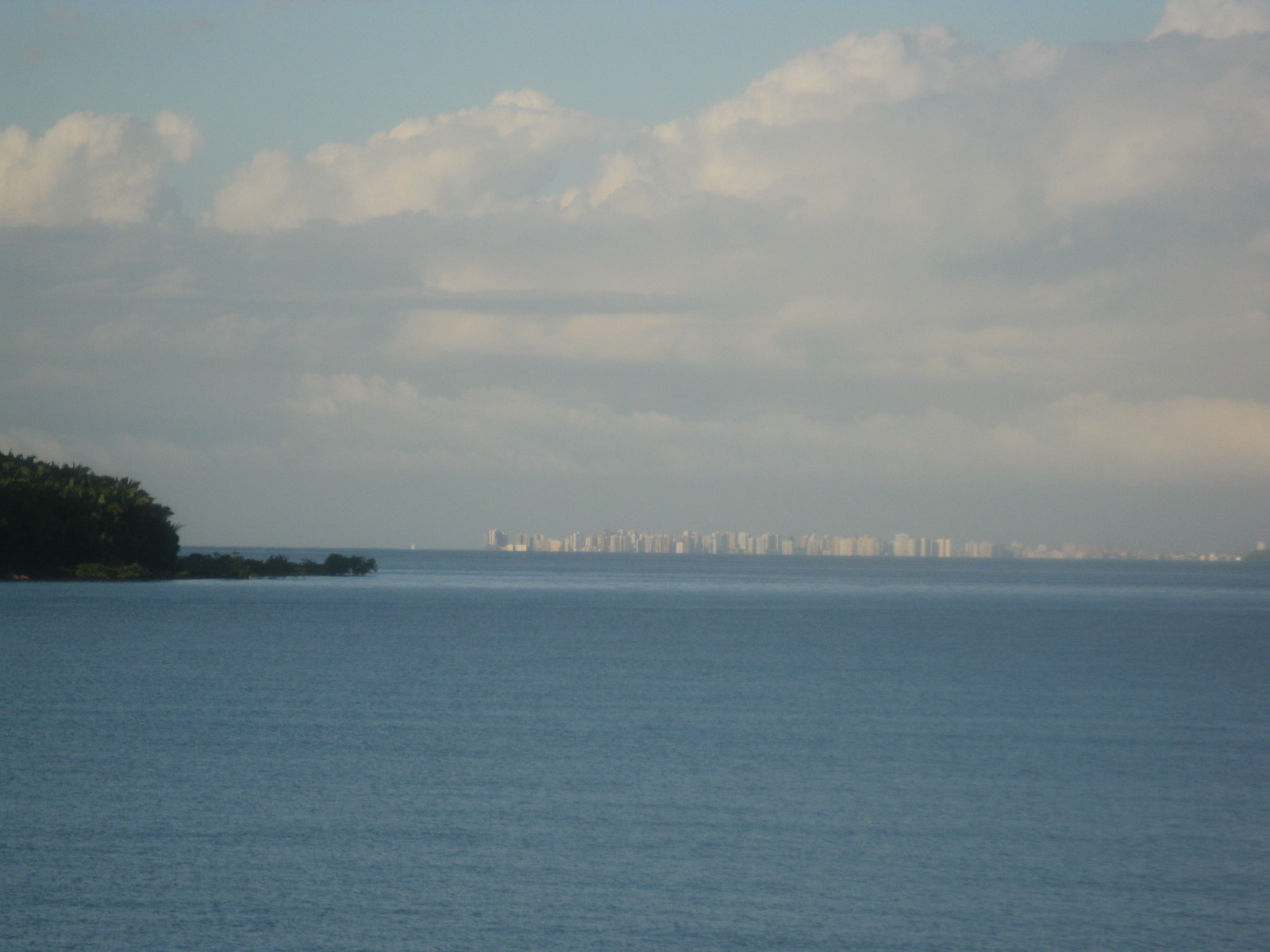
Baía de São Marcos, cidade de São Luís do Maranhão ao fundo.

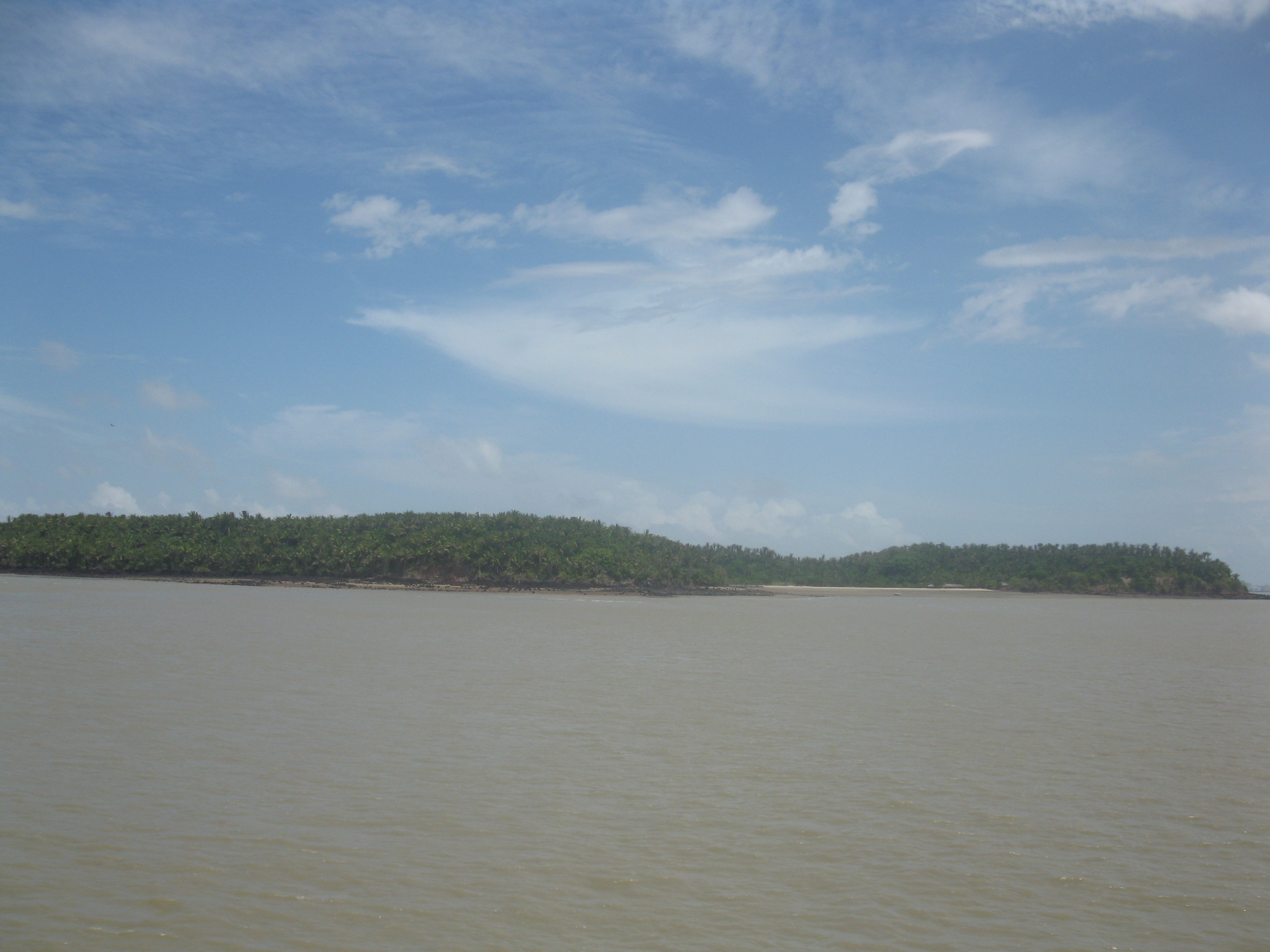
Ilha do Medo, na Baía de São Marcos, onde se localiza o farol utilizado pelo porto

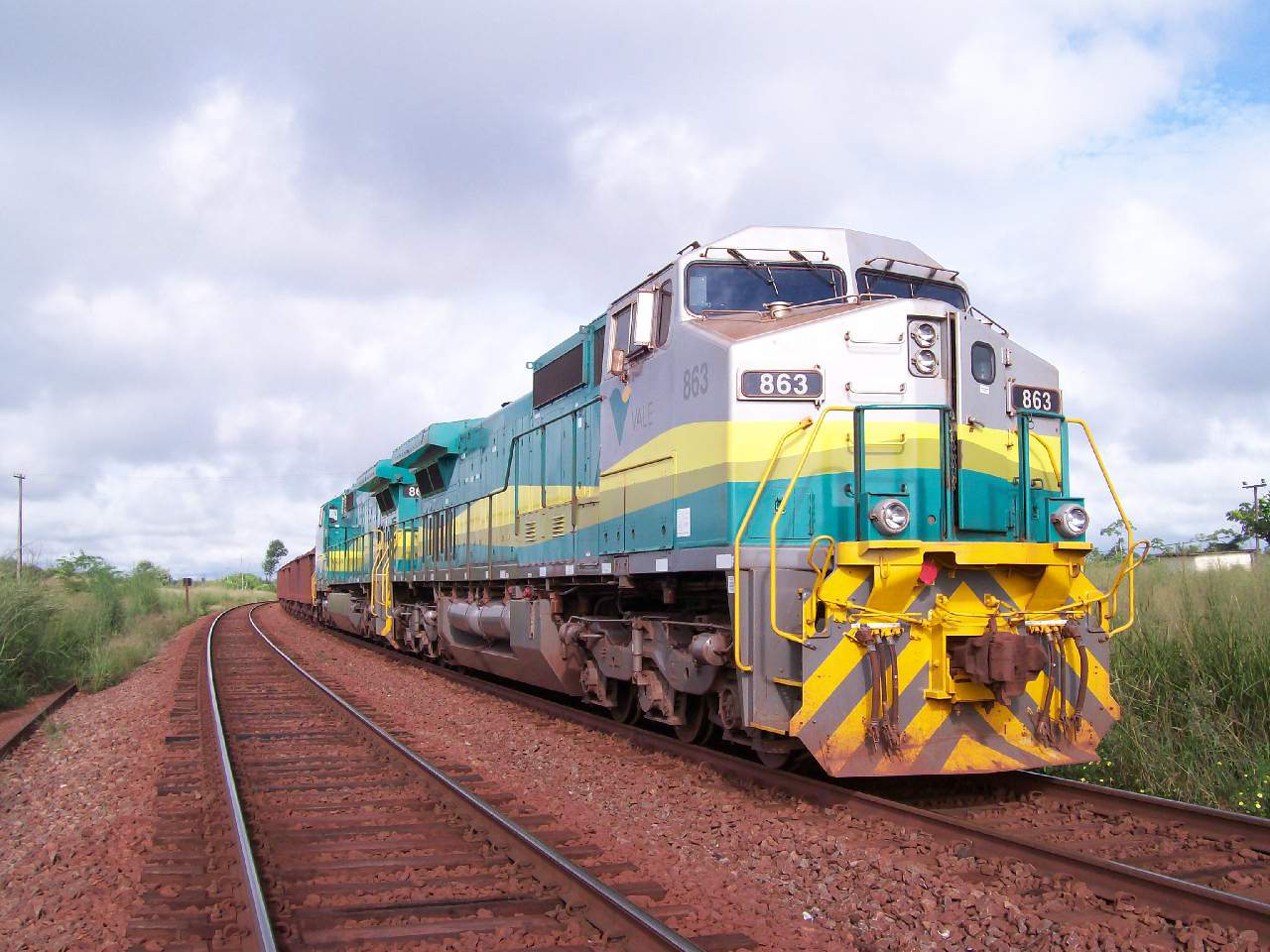
Trem da Estrada de Ferro Carajás, com destino ao Porto de Itaqui

O Porto do Itaqui é um porto brasileiro localizado na cidade de São Luis, no estado do Maranhão. Tem uma das maiores amplitudes de maré do Brasil (superado apenas pela Ilha de Maracá), podendo ultrapassar sete metros.
Os projetos para a construção dum porto na área onde hoje se encontra o porto do Itaqui datam de 1918. No entanto, as obras nunca foram iniciadas e, somente após novos estudos realizados pelo Departamento Nacional de Portos e Vias Navegáveis em 1960, houve a construção das primeiras acostagens.
O Itaqui é o 11º na classificação geral e o sexto entre os portos públicos em movimentação de cargas (por tonelada).
A profundidade de seu canal de acesso é de 23 metros.

## História

### Primeiras tentativas de construção
A área onde atualmente está localizado o Porto do Itaqui já era conhecida como ponto de fundeio de embarcações antes do século XIX. A primeira tentativa de construir-se um grande porto na área do Itaqui foi em 1918, quando o Governo do Maranhão deu concessão de obras à companhia inglesa C.H. Walker & Co. Limited, porém a companhia não obteve êxito e a concessão foi extinta.

### Início das obras e inauguração
Em 1939, o Departamento Nacional dos Portos e Vias Navegáveis realizou um estudo na área e a apontou como um potencial para a construção dum grande porto. Com base nessas conclusões, em 1966, as obras do porto foram definitivamente iniciadas pela empresa brasileira Serveng-Civilsan, com um cais de extensão inicial de 367 metros, concluído em 1972, com a construção de mais dois trechos de 270 metros e outro de 80 metros.
Em 28 de dezembro de 1973, foi então criada Companhia Docas do Maranhão - Codomar, para administrarem-se as novas instalações, isto é, um cais com 637m de extensão, entregue ao tráfego em 4 de julho de 1974 (data de início das operações no Porto do Itaqui). 
Em 1976, foram construídos os berços 101 e 103, em 1994 os berços 104 e 105 e, em 1999, o berço 107 e o berço 106 que permitiu a operação com navios de até 200 000 toneladas de dwt.
Finalmente, através do Convênio de Delegação entre a União e o Estado do Maranhão, com a interveniência da Companhia Docas do Maranhão - Codomar, de 30 de novembro de 2000, foi criada a Empresa Maranhense de Administração Portuária - EMAP.

### Investimentos recentes
No final de 2012, inaugurou-se o berço 100 do porto do Itaqui, cuja finalidade é movimentar grãos, cargas vivas, fertilizantes; e permitir a atracação de navios do tipo Panamax. Na mesma data, foi inaugurado o alargamento do chamado cais sul, onde estão os berços 101 e 102.
Em 2015, foi inaugurado o Terminal de Grãos do Maranhão (TEGRAM), contando com quatro armazéns, com capacidade de armazenagem estática de 500 mil toneladas de grãos (125 mil toneladas cada), além de modais ferroviários e rodoviários para receber a produção de grãos, tornando-se possível baratear o escoamento da produção brasileira e desconcentrar a logística do sul do país, impulsionando a capacidade de exportação do porto. 
Em 2018, entrou em operação o Berço 108, ampliando a capacidade de movimentação de granéis líquidos em 40%, o equivalente a 4 milhões de toneladas/ano.
No total, o Itaqui possui sete berços operacionais, além do novo píer petroleiro (Berço 108). Os berços possuem profundidades que variam de 12 a 19 metros, permitindo a atracação de navios de grande porte. 
O Plano de Investimentos da Emap (2016-2018) abrange recursos públicos e privados em um total de R$ 1,3 bilhões. Desses, R$ 255,55 milhões são de recursos próprios, R$ 4,126 milhões em recursos federais e R$ 1,093 bilhões da iniciativa privada.
A atividade portuária no Itaqui gera, em média, 14 mil empregos diretos e indiretos, o que alimenta diversas cadeias produtivas no Maranhão e ao longo da área de influência. 

## Localização
O Porto do Itaqui está localizado no interior da Baía de São Marcos e seu acesso hidroviário não conta com a formação de barra. O canal acesso possui profundidade natural mínima de 23 metros, largura aproximada de 500 metros e comprimento de 101 km. A bacia de evolução do porto do Itaqui se situa entre o Terminal da Ponta da Madeira a leste, o paralelo 02º 34’ 05” a sul e as boias número 23 e 25 a oeste, variando a profundidade em torno de 23 metros em relação ao nível de redução da Diretoria de Hidrografia e Navegação (DHN), sendo a largura da bacia de 0,8 milhas e o comprimento de cerca de duas milhas.[carece de fontes?]
Um dos grandes diferenciais do porto é sua localização próxima aos mercados da Europa, América do Norte e do Canal do Panamá, por onde é possível se alcançar mais rapidamente os países da Ásia.
A sua região de influência abrange a área conhecida como MATOPIBA – formada por Maranhão, Tocantins, Piauí e Bahia, considerada a terceira e última fronteira agrícola do País, que realiza 54% de exportações pelo Itaqui –, estados do Norte, como o Pará, e do Nordeste, além do Mato Grosso, do Mato Grosso do Sul e de Goiás.

## Acesso

### Acesso ferroviário
O porto do Itaqui possui conexão ferroviária direta com duas ferrovias. Uma é a Transnordestina (FTL), por meio da Ferrovia São Luís-Teresina, que passa por 7 estados do Nordeste, do Maranhão ao Sergipe (trecho de São Luís a Propriá) e tem 4.238km de extensão. A outra é a Estrada de Ferro Carajás (EFC), trecho concedido à Vale e operado pela VLI, com 892km de extensão, ligando a São Luís a Carajás (PA). Além de granéis sólidos e líquidos, é utilizada para escoar-se a produção de celulose em Imperatriz (MA) para o porto.
Há ainda uma conexão indireta com a Ferrovia Norte-Sul (FNS), que se liga à EFC em Açailândia, que possibilita transportar granéis sólidos minerais e vegetais, além de combustíveis. Com a operacionalização do trecho até Anápolis (GO), há novas perspectivas de negócios.

### Acesso rodoviário
O acesso dá-se pelas rodovias BR-135 e BR-222 que se conectam a outras rodovias federais (BR-316, BR-230, BR-226 e BR-010) e estaduais (MA 230) para todo o Norte e Sul do país.

### Acesso marítimo
As condições de navegabilidade são boas (na faixa de 180º) em razão de as profundidades naturais de acesso serem elevadas (-23m), bem como a largura do canal.
Após vencer os pares de boias de número 19 a 24, onde se direciona o governo das embarcações para o farol da Ilha do Medo aos 139º e na distância de 1,7 milha tem-se o acesso ao porto. Neste ponto, guina-se para o rumo 180º, mantendo-se até chegar cerca de 3 milhas do farol da Ilha do Medo, onde o prático assume o controle.
O sentido da corrente determina, na altura da ilha de Guarapirá, as alternativas de acesso ao Porto. Ei-las:
1. acesso pelo norte da Ilha de Guarapirá (utilizado por ocasião da maré vazante)
2. acesso pelo sul da Ilha de Guarapirá (utilizado por ocasião da maré de enchente)

A bacia de evolução do Porto do Itaqui estende-se da Ponta da Madeira até cerca de 1,5 km ao sul do cais, contando com profundidade em torno de 23m, em relação ao nível de redução do DHN. 
Os obstáculos à navegação de natureza ambiental na área do Porto são a força d’água consequente da grande variação de maré, principalmente, na maré de sizígia e no período de vazante. Os obstáculos de natureza física são os apresentados nas Cartas Náuticas 410, 411, 412 e 413. 
Fora da área do Porto Organizado do Itaqui, existem 8 áreas de fundeio, cujas coordenadas geográficas abaixo se indicam, e que possuem estas finalidades:
- Área 1 é destinada a navios maiores que 80.000 TPB e calado superior a 11m.
- Área 2 é destinada a navios com calado superior a 20m. Atenção aos navegantes, possível existência de cabos submarinos no setor oeste da área.
- Área 3 é destinada a navios com calado superior a 20m. Atenção ao navegante, possível existência de cabos submarinos no setor oeste da área.
- Área 4 é destinada a navios com TPB menor que 80.000 ou calado até 11m.
- Área 5 é destinada a navios com TPB menor que 80.000 ou calado até 11m.
- Área 6 é destinada a navios com TPB menor que 80.000 ou calado até 11m.
- Área 7 é destinada a navios com TPB até 80.000 e calado menor que 11m. Fundeio somente com autorização da Capitania dos Portos.
- Área 8 é sujeita a autorização da Capitania dos Portos e pode ser utilizada para carga e descarga de combustíveis.Baía de São Marcos, vista do Centro histórico de São Luís.

### Acesso fluvial
As ligações fluviais com o Porto do Itaqui ocorrem através dos principais rios navegáveis do Estado do Maranhão, e que são Grajaú, Pindaré, Mearim, Itapecuru e dos Cachorros, limitados pelas pequenas profundidades de 1 m a 2,5 m próximo à foz. 

## Cargas movimentadas
| Movimentação de Cargas (em toneladas) | Movimentação de Cargas (em toneladas) |
| ------------------------------------- | ------------------------------------- |
| 2005                                  | 11.551.812                            |
| 2006                                  | 12.518.584                            |
| 2007                                  | 12.909.998                            |
| 2008                                  | 13.315.546                            |
| 2009                                  | 11.546.225                            |
| 2010                                  | 12.673.195                            |
| 2011                                  | 14.001.748                            |
| 2012                                  | 15.753.758                            |
| 2013                                  | 15.310.430                            |
| 2014                                  | 18.021.144                            |
| 2015                                  | 21.824.774                            |
| 2016                                  | 16.898.774                            |
| 2017                                  | 19.113.973                            |
| 2018                                  | 22.403.221                            |
| 2019                                  | 25.171.460                            |
| 2020                                  | 25.337.152                            |
| 2021                                  | 31.064.139                            |
| 2022                                  | 33.610.776                            |
| 2023                                  | 36.419.648                            |
| 2024                                  | 34.038.874                            |

O Porto de Itaqui movimenta anualmente milhões de toneladas de carga, sendo um importante corredor logístico para o Centro-Oeste do país. Entre os principais produtos movimentados no ano de 2017 estão: a soja (6.152.909 de toneladas), milho (1.642.944 de toneladas), fertilizantes (1.536.697 t), cobre (836.062 t), carvão (636 254 t), ferro-gusa (505.733 t) clinquer+escória (225.796 t), manganês (147.063 t), arroz (89.833 t), granéis líquidos importados (3.881.635 t), soda cáustica (86.542 t), etanol (112.364 t) e GLP (150.753 t), totalizando  uma movimentação anual de 17.140.470 de toneladas.
O Terminal de Grãos do Porto do Itaqui (Tegram) recebeu, em média, 26 mil toneladas de grãos (soja e milho) por dia, no ano de 2016.
O Porto de Itaqui foi responsável por 54,2% da gasolina e 49,8% do diesel importados no Brasil no ano de 2012.
Em 2015, 1,2 bilhões de litros de combustível circularam pela Ferrovia Carajás do Porto do Itaqui, em São Luís (MA), com destino à Marabá (PA), Açailândia (MA), e Palmas (TO).
A Ferrovia São Luís-Teresina também transporta combustível com destino ao Piauí. No ano de 2012, 1 milhão de litros de gasolina e 1,3 milhão de óleo diesel chegavam diariamente em Teresina, vindos de capital do Maranhão. Desse combustível, 60% chega por via ferroviária e 40% pelas estradas.
O Porto do Itaqui exportou 1,184 milhões de toneladas de papel e celulose de janeiro a outubro de 2017, produzidos pela unidade da Suzano Papel e Celulose em Imperatriz (MA), trazidos pela Ferrovia Norte Sul e Ferrovia Carajás.
Em 2015, aproximadamente 70% da soja que saiu do Tegram teve como destino a Ásia, em especial a China. O milho teve como destino o Oriente Médio, a África e o Vietnã. Farelo e grãos também foram enviados para a Europa.
No ano de 2017, o porto teve um crescimento de movimentação de cargas de 13% em relação a 2016. No mesmo ano, a Empresa Maranhense de Administração Portuária teve lucro líquido de R$ 51,6 milhões, 18,8% superior a 2016, e crescimento de 24% em receitas operacionais.

## Usina Termelétrica Porto do Itaqui
A Usina Termelétrica Porto do Itaqui (Itaqui Geração de Energia) foi inaugurada em fevereiro de 2013, com potência instalada de 360 MW, movida a carvão mineral.
Atualmente, a usina pertence à Eneva, empresa que também opera o Complexo Termelétrico Parnaíba, movido a gás natural.